# Pomník padlých v I. světové válce (Lysá nad Labem)
Pomník padlých v I. světové válce se nachází v Lysé nad Labem, na náměstí Bedřicha Hrozného, uprostřed městského parku. Autorem návrhu architektury památníku je Jaroslav Rössler. Plastickou výzdobu monumentu vytvořil Rudolf Březa. Architektonický trojboký památník byl zřízen v roce 1923 k pátému výročí státní samostatnosti.
Pomník stojí na místě bývalého gotického farního kostela, zbořeného roku 1879. Poté, co byl v roce 2012 v dlažbě parkové stezky na základě archeologického výzkumu vyznačen půdorys kostela, se tak pomník ocitl v jeho vnitřku.

## Fotogalerie

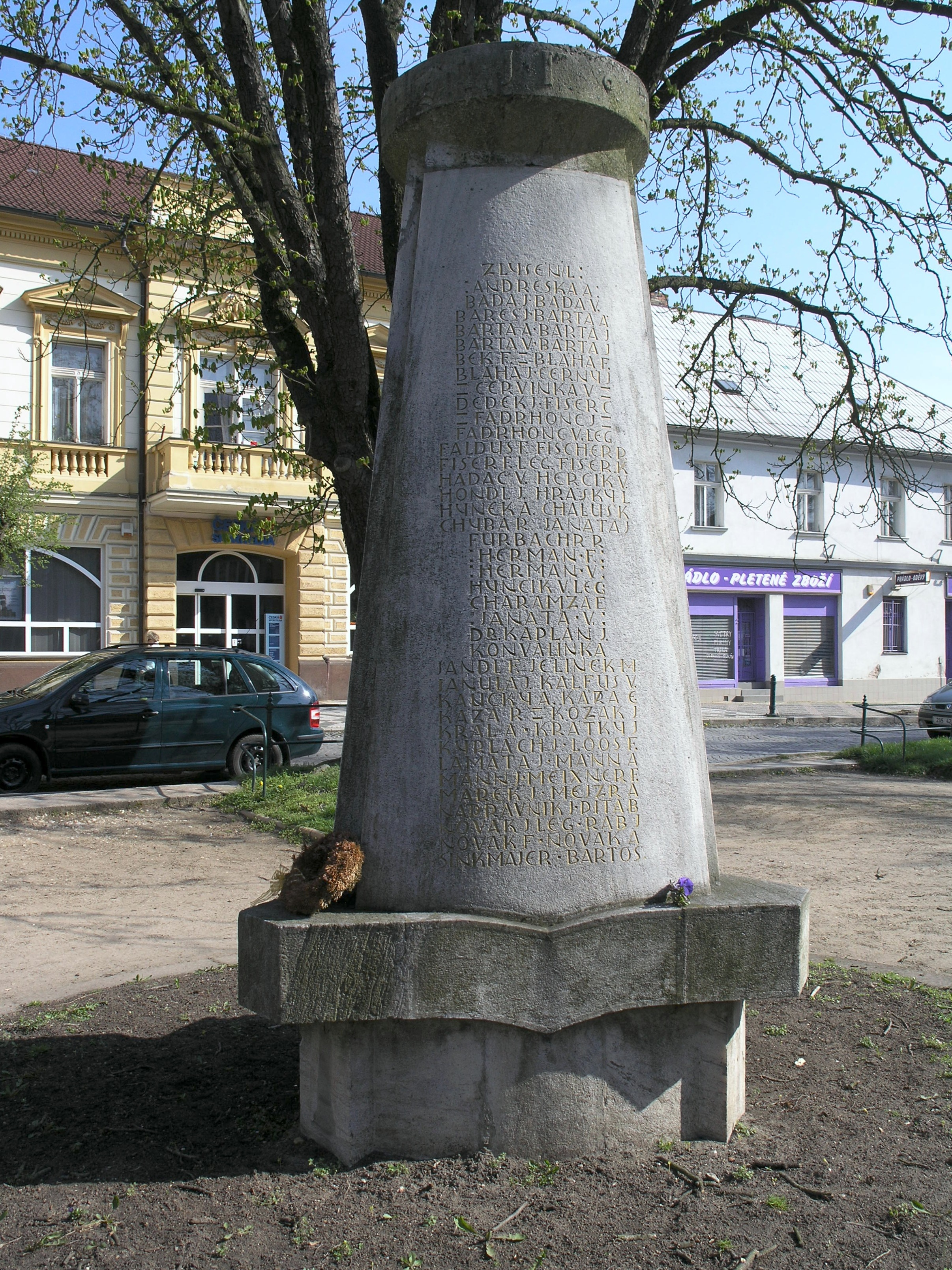
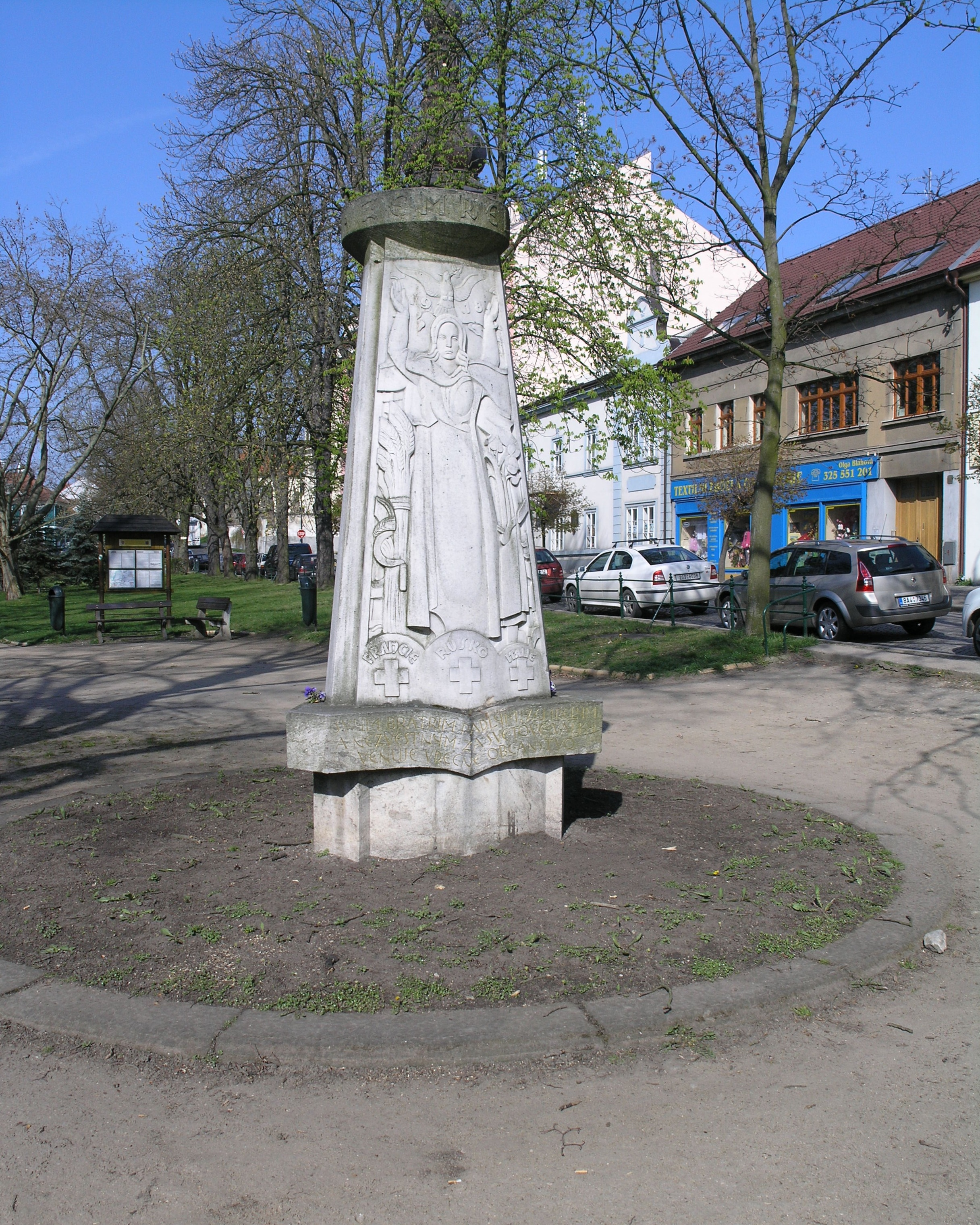